# Radomirți, Plevna
Radomirți (în bulgară Радомирци) este un sat în comuna Cerven Breag, regiunea Plevna,  Bulgaria. 

## Demografie
Componența etnică a satului Radomirți
     Turci (1,56%)
     Nicio identificare (3,45%)
     Bulgari (81,93%)
     Romi (12,78%)
     Altele (0,26%)
La recensământul din 2011, populația satului Radomirți era de 1.533 locuitori. Din punct de vedere etnic, majoritatea locuitorilor (81,93%) erau bulgari, existând și minorități de romi (12,78%) și turci (1,56%). Pentru 3,45% din locuitori nu este cunoscută apartenența etnică.